# Stadhuis Middelburg

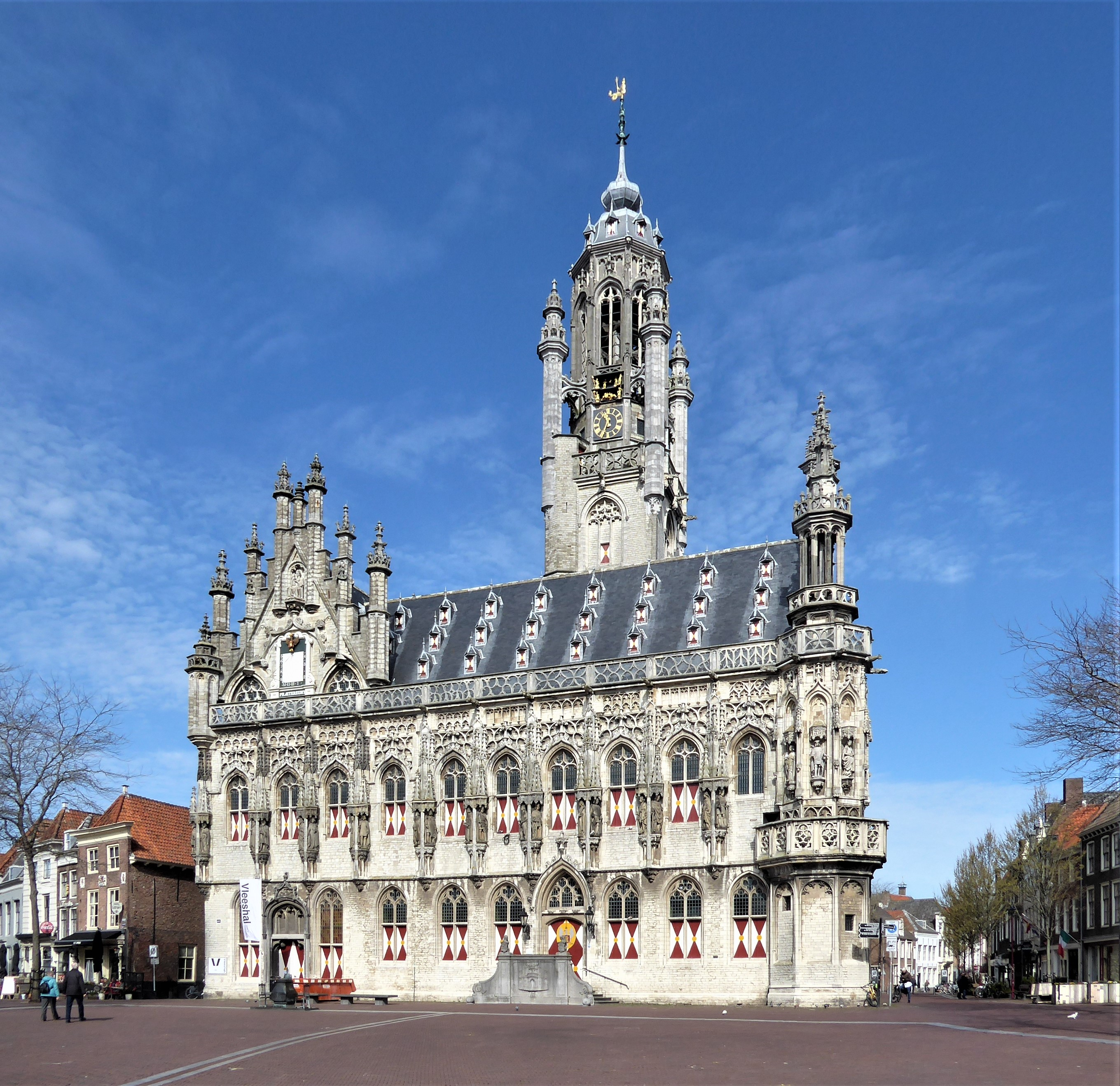
Spätgotisches Rathaus in Middelburg

Das Stadhuis Middelburg, das ehemalige Rathaus von Middelburg, wurde im Juni 2007 von den Lesern der überregionalen niederländischen Tageszeitung Trouw zum zweitschönsten Gebäude der Niederlande gewählt. Das Bauwerk ist als Rijksmonument eingestuft.

## Geschichte
Die Grundsteinlegung zu diesem flämisch-spätgotischen Gebäude erfolgte 1452. Mehrere Generationen der Familie des flämischen Baumeisters Rombout Keldermans waren an dem Bau dieses für damalige Zeiten sehr kostspieligen Unternehmens beteiligt. Im 19. Jahrhundert veränderte der Architekt Pierre Cuypers, wie viele vor ihm, Verschiedenes an diesem Bau.  
Im Zweiten Weltkrieg wurde es im Mai 1940 durch einen Brand im Hochzeitssaal beschädigt, in den Nachkriegsjahren aber wieder in seinen ursprünglichen Stand versetzt. In früheren Zeiten war dieser Saal der ordinaire vierschaar vorbehalten, den heutigen Amts- oder Bezirksrichtern (kantonrechter).
Als Rathaus diente das Stadhuis bis 2004, dann zog die Gemeindeverwaltung in einen Neubau um. Das Stadhuis wurde Sitz der Roosevelt-Academy (seit 2013 University College Roosevelt).